# Collada Trascampo
La Collada Trascampo, también denominada alto de Hijas o alto del Corro, es un paso de montaña a escasa altitud que enlaza los municipios cántabros de Puente Viesgo al este y San Felices de Buelna al oeste.
De igual forma, une el valle del río Pas con el valle de Buelna, situado este en la cuenca hidrográfica del río Besaya. La carretera que discurre por dicho enclave es la CA-170 y alcanza una cota máxima de 295 m s. n. m..

## Toponimia
Los mapas existentes no documentan el nombre de ´´alto de Hijas`` ni ´´alto del Corro``, aunque estas son las denominaciones que le otorgan los lugareños. Este lugar recibe el nombre de alto de Hijas porque se halla próximo a Hijas, localidad perteneciente al municipio de Puente Viesgo.

## Ciclismo
La Collada Trascampo ha sido escenario de competiciones ciclistas como la Vuelta al Besaya, la Vuelta a Cantabria y la Vuelta a España en varias ediciones, catalogado como puerto de tercera categoría.